# Бојни брод (филм)
Бојни брод (енгл. Battleship) амерички је ратни, научнофантастични и акциони филм из 2012. године по истоименој друштвеној игри. Режију потписује Питер Берг, по сценарију Џона и Ерика Хебер, док главне улоге глуме Тејлор Кич, Александер Скарсгорд, Ријана, Бруклин Декер, Таданобу Асано, Хејмиш Линклатер и Лијам Нисон. Снимање се одвијало на Хавајима и броду Мисури. У филму, посаде мале групе ратних бродова су присиљене да се боре против поморске флоте ванземаљског порекла како би осујетиле њихове разорне циљеве.
Премијерно је приказан 3. априла 2012. године у Токију, док је 18. маја пуштен у биоскопе у САД, односно 19. априла у Србији. Остварио је комерцијални неуспех, зарадивши 303 милиона долара широм света у односу на продукцијски буџет од 209 до 220 милиона долара, чиме су Universal и Hasbro изгубили око 150 милиона долара. Био је номинован за шест награда Златна малина, укључујући награду за најгори филм, док је Ријана освојила награду за најгору глумицу.

## Радња
У филму Бојни брод играју Тејлор Кич у улози Хопера, морнаричког официра који је распоређен на брод Џон Пол Џоунс, Александер Скарсгорд у улози Хоперовог старијег брата, заповедника Стоуна америчког брода Самсон, Ријана, по први пут на филму, у улози поручнице Рејкс, члана Хоперове посаде и специјалисте за оружје на Џон Пол Џоунсу, Бруклин Декер у улози Сем Шејн, Хоперове веренице и терапеута која је специјализована у области рехабилитовања војних ветерана, и Лијам Нисон као Хоперов и Стоунов надређени (и Семин отац), адмирал Шејн, командант Пацифичке флоте.

## Улоге
| Глумац               | Улога                |
| -------------------- | -------------------- |
| Тејлор Кич           | Алекс Хопер          |
| Александер Скарсгорд | Стоун Хопер          |
| Ријана               | Кора Рејкс           |
| Бруклин Декер        | Саманта Шејн         |
| Таданобу Асано       | Југи Нагата          |
| Лијам Нисон          | Теренс Шејн          |
| Хејмиш Линклатер     | Кал Запата           |
| Џеси Племонс         | Џими Орд             |
| Џон Туви             | Волтер Линч          |
| Грегори Гадсон       | Мик Каналес          |
| Адам Годли           | др Ногрејди          |
| Рами Малек           | поручник Хил         |
| Гари Грабс           | шеф посаде           |
| Питер Макникол       | секретар одбране САД |